# Jan Suchopárek
Jan Suchopárek (Kladno, 23 september 1969) is een Tsjechisch voormalig voetballer die speelde als voorstopper (verdediger) of als libero.

## Clubcarrière
Suchopárek begon zijn professionele loopbaan als verdediger bij ASVS Dukla Praag in 1988. Hiermee won hij de Tsjecho-Slowaakse voetbalbeker in 1990. In 1990 verhuisde Suchopárek naar Slavia Praag, waarmee hij in 1996 landskampioen van Tsjechië werd en de halve finale van de UEFA Cup 1995/96 haalde. Suchopárek verliet Slavia Praag na het Europees kampioenschap voetbal 1996 in Engeland, waar hij basisspeler was en zilver behaalde. Duitsland won de finale tegen Tsjechië. Suchopárek verkaste in juli 1996 naar het Franse RC Strasbourg. De verdediger verbleef drie seizoenen in Frankrijk (76 wedstrijden). EURO 2000 miste hij door een blessure. Suchopárek won bij de Fransen de Coupe de la Ligue in 1997. Van 1999 tot 2000 kwam Suchopárek uit voor het Duitse Tennis Borussia Berlin. In 2000 keerde hij terug naar Slavia Praag. Echter had hij moeite om een basisplaats te veroveren en als klap op de vuurpijl scheurde hij zijn meniscus af. In 2003 verhuisde hij naar zijn laatste club SK Kladno, waar hij in maart 2004 opviel met een ontwrichtte schouder na een mislukte omhaal.
Suchopárek beëindigde zijn loopbaan in 2005.

## Interlandcarrière
Suchopárek speelde 61 interlands voor Tsjecho-Slowakije (13) en Tsjechië (48) van 1991 tot 2000 (vier goals voor Tsjechië).

## Erelijst
Met ASVS Dukla Praag:
- Tsjecho-Slowaakse voetbalbeker: 1990

Met Slavia Praag:
- 1. česká fotbalová liga: 1996
- Beker van Tsjechië: 2002

Met RC Strasbourg:
- Coupe de la Ligue: 1997